# Lützowerstraße 10 (Rastatt)
Die Lützowerstraße 10 ist das ehemalige Garnisonslazarett der Festung Rastatt. Heute dient es als Zentrales Fundarchiv des Archäologischen Landesmuseums Baden-Württemberg.

## Geschichte
Das Garnisonslazarett wurde 1848 erbaut. In den 1920er Jahren war es eine Geflügelfarm. Von 1934 bis 1939 wurde es von der Pflegeanstalt Rastatt genutzt. Deren Leiter war Arthur Schreck, der viele hundert Psychiatriepatienten in Schloss Grafeneck überstellte, wo sie ermordet wurden. Im Zweiten Weltkrieg diente das Gebäude erneut als Lazarett. 1945 bis 1994 waren hier Flüchtlinge, Asylanten, Aus- und Umsiedler untergebracht.

## Gegenwart
Ab 1994 wurde das Gebäude für das Archäologischen Landesmuseums Baden-Württemberg mit Hauptsitz in Konstanz zu einem Magazin für archäologische Funde ausgebaut. 1999 ging es als Zentrales Fundarchiv für Baden-Württemberg in Betrieb. Da die Kapazität des Zentralen Fundarchivs voraussichtlich 2030 erschöpft sein wird, ist ein Erweiterungsbau geplant.